# Channig
Channig, nom de scène de Georges Quilliou né le 30 novembre 1950 à Brest, est un humoriste breton. Il caricature de vieilles dames bretonnes, qui utilisent des tournures de phrases en français transposées du breton avec les mêmes accentuations de voix.
Il se rend célèbre par son personnage de Channig, une commère qui aime raconter des anecdotes et critiquer son entourage. Madame Boulic, une vieille dame de Piscavaloc (un lieu-dit du côté de Plouescat), reste aussi célèbre pour sa réplique « La vache est partie là bas ! ». Le personnage masculin de son répertoire est un paysan breton appelé Fañch.

## Biographie
En 1976, il monte sur les planches par le biais de radio-crochets, avec ses personnages Channig et Fañch, inspirés des personnes qu'il a rencontrées dans sa région de La Forest-Landerneau. Son véritable succès démarre en 1982 avec la sortie d'un premier 33 tours qui reçoit l’appui des médias, diffusé surtout sur RBO (France Bleu), suivit l'année suivante d'un deuxième 33 tours. Il apparaît au journal télévisé de France 3 Bretagne qui lui propose aussi de commenter en Channig l'actualité hebdomadaire lors d'émissions pendant les vacances.
De 1986 à 1996, il est sur les scènes de Bretagne, puis la lassitude et le souhait de s'occuper de ses enfants l'amènent à effectuer une pause. Il remonte sur scène de 2003 à 2004 lors de la tournée Le retour de Channig et Channig en vadrouille de 2004 à 2009. C'est lors de cette dernière tournée qu'est enregistré en octobre 2004 au Drennec, le CD Channig en vadrouille. Les tirages sont épuisés avec plus de 50 000 albums vendus.
Après de nouveaux spectacles solo, l'humoriste décide d'arrêter ses représentations en 2012. Le 4 octobre 2015, il remonte sur scène, dans la salle Le Family à Landerneau devant près de 500 personnes ; les bénéfices de cette représentation sont reversés au profit des déficients visuels, l'humoriste ayant lui-même perdu la vue à ses 40 ans. Fin 2015, il démarre une tournée qui se prolonge par une dizaine de dates début 2016. En 2016 il sort un nouvel enregistrement, Channig et Fañch bretonnisent, comprenant 45 nouveaux sketchs écrits par Hervé Lossec.

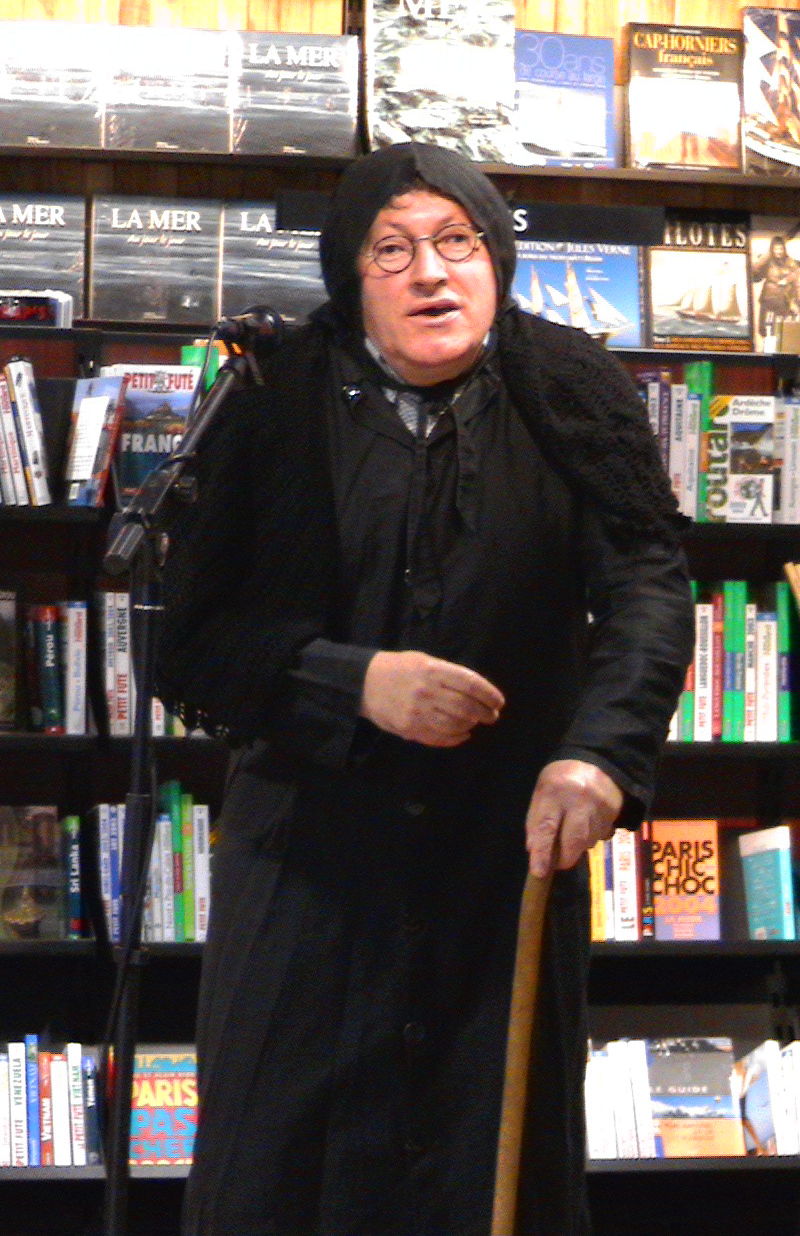
Channig en show-case à Saint-Brieuc en 2003.
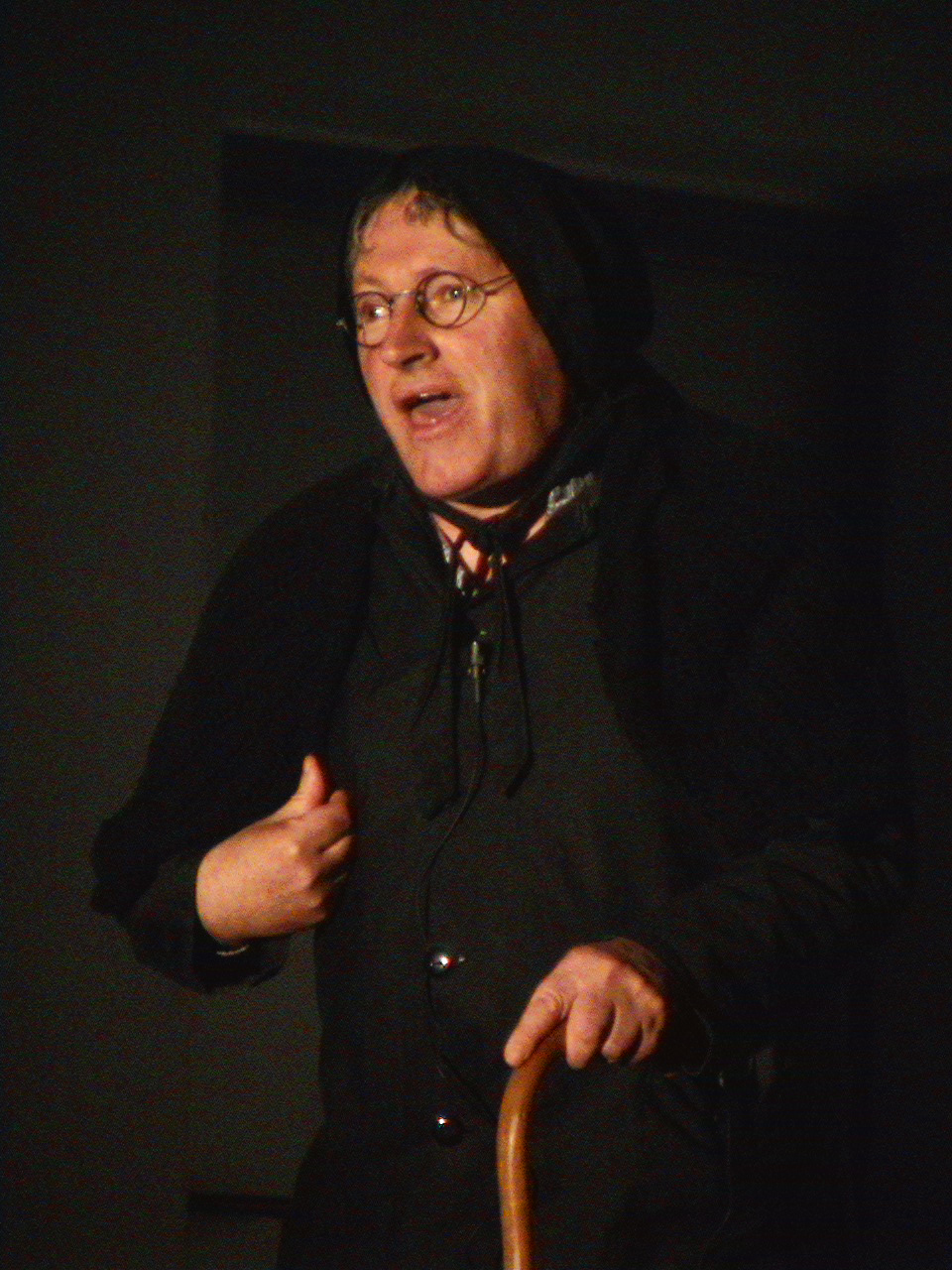
Channig à Ploujean en 2003.
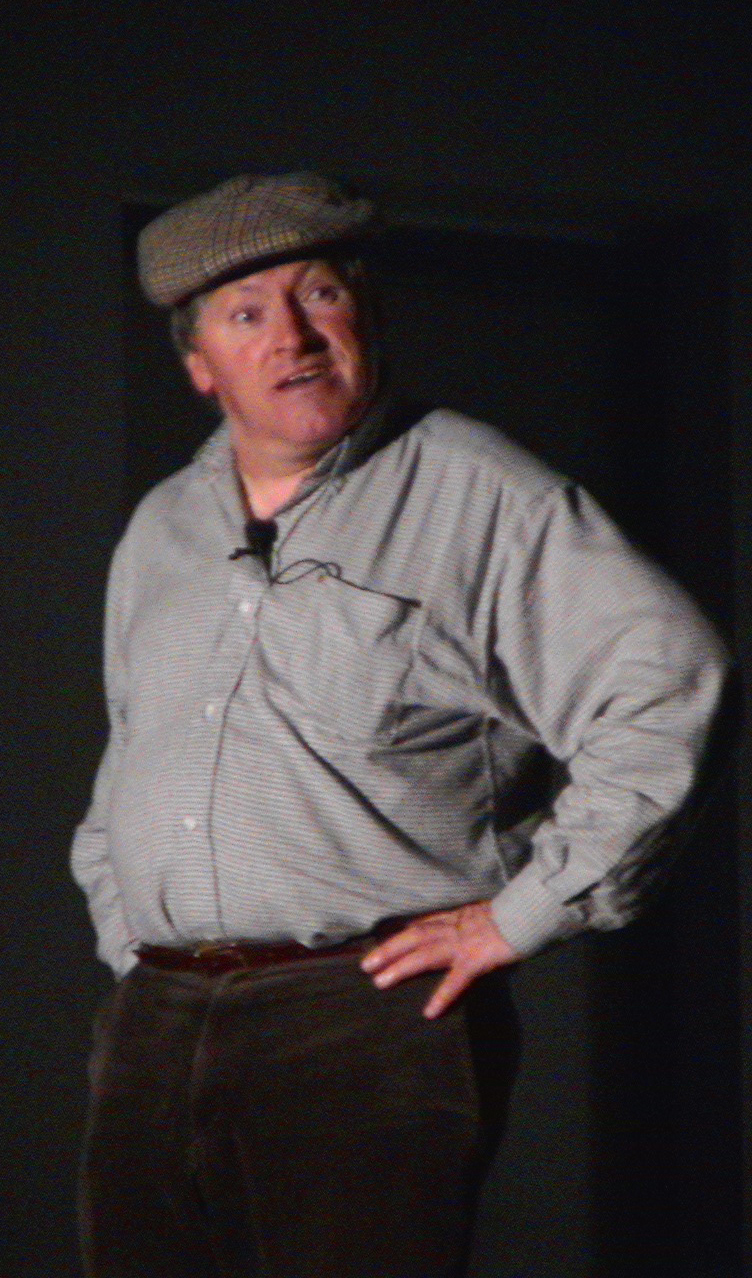
Fañch, paysan breton, à Ploujean en 2003.
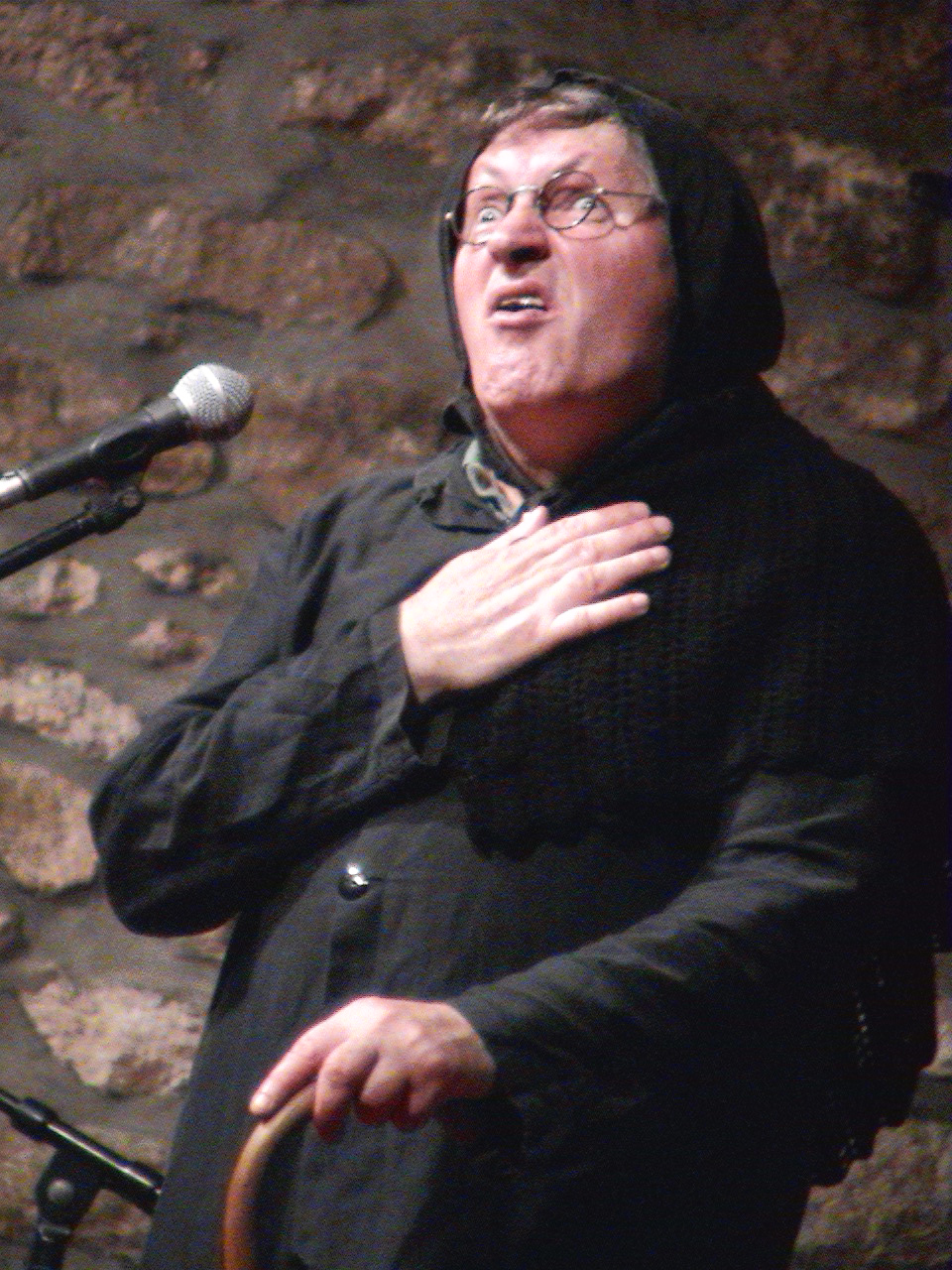
Channig à Guerlesquin en 2004.
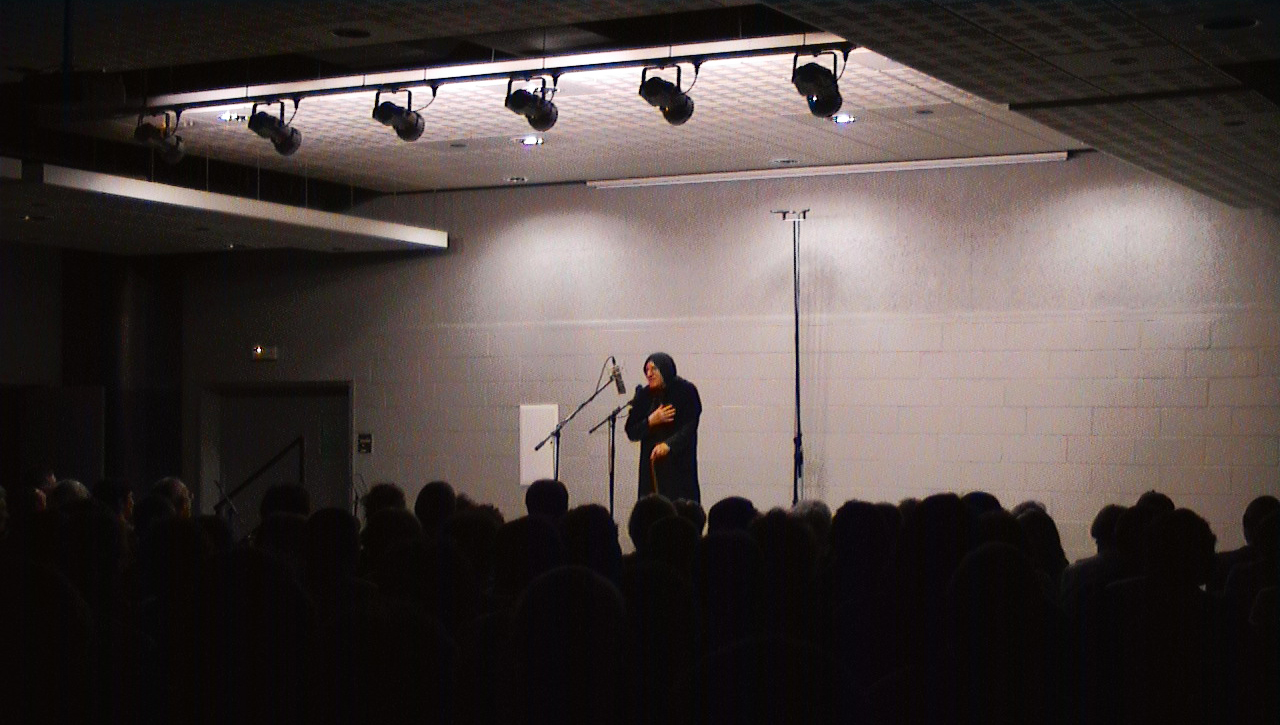
Channig au Drennec, enregistrement de "en vadrouille" en 2004.
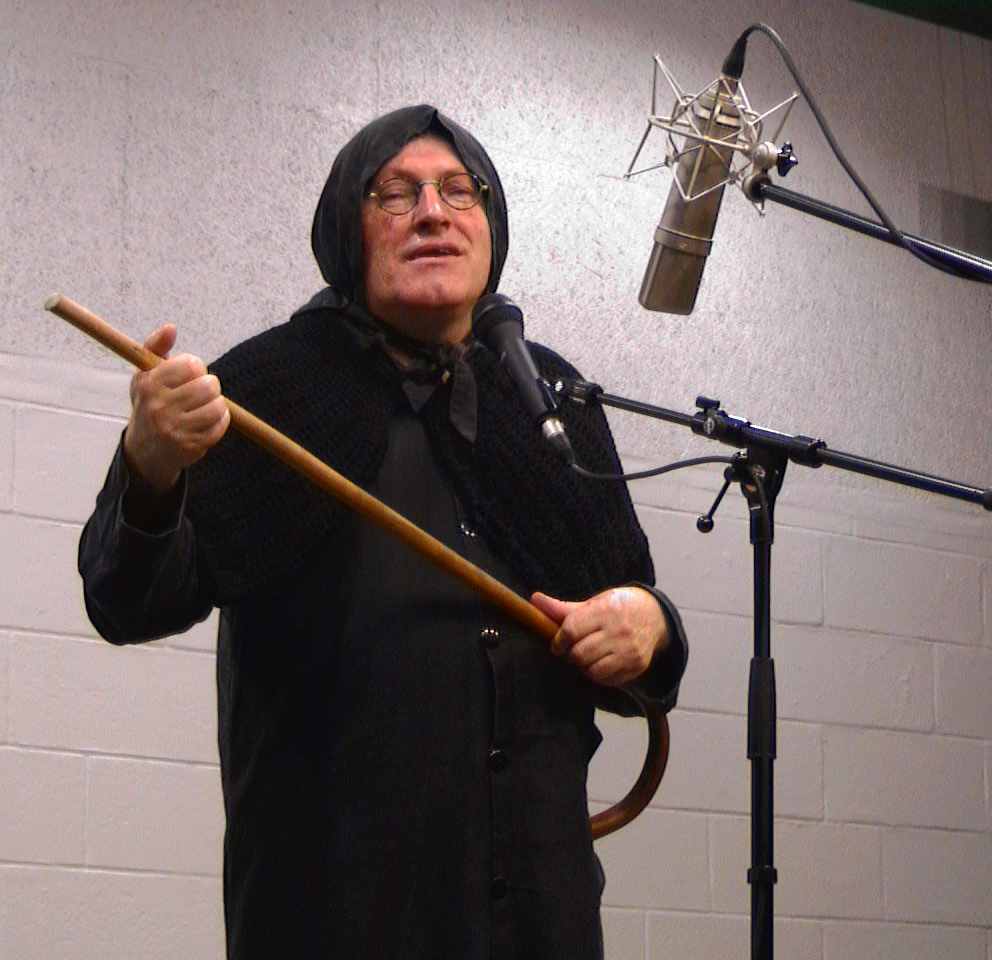
Channig enregistre au Drennec, "en vadrouille" en 2004.
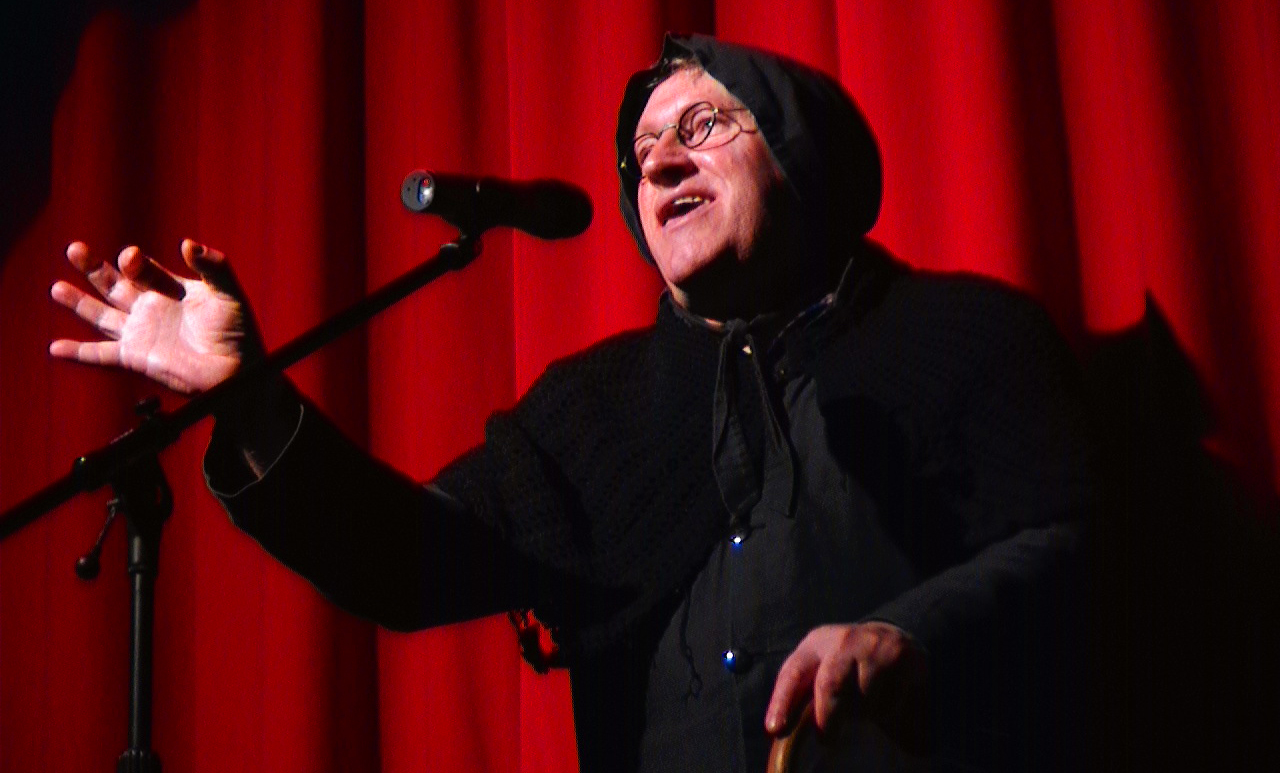
Channig à Saint-Renan en 2004.
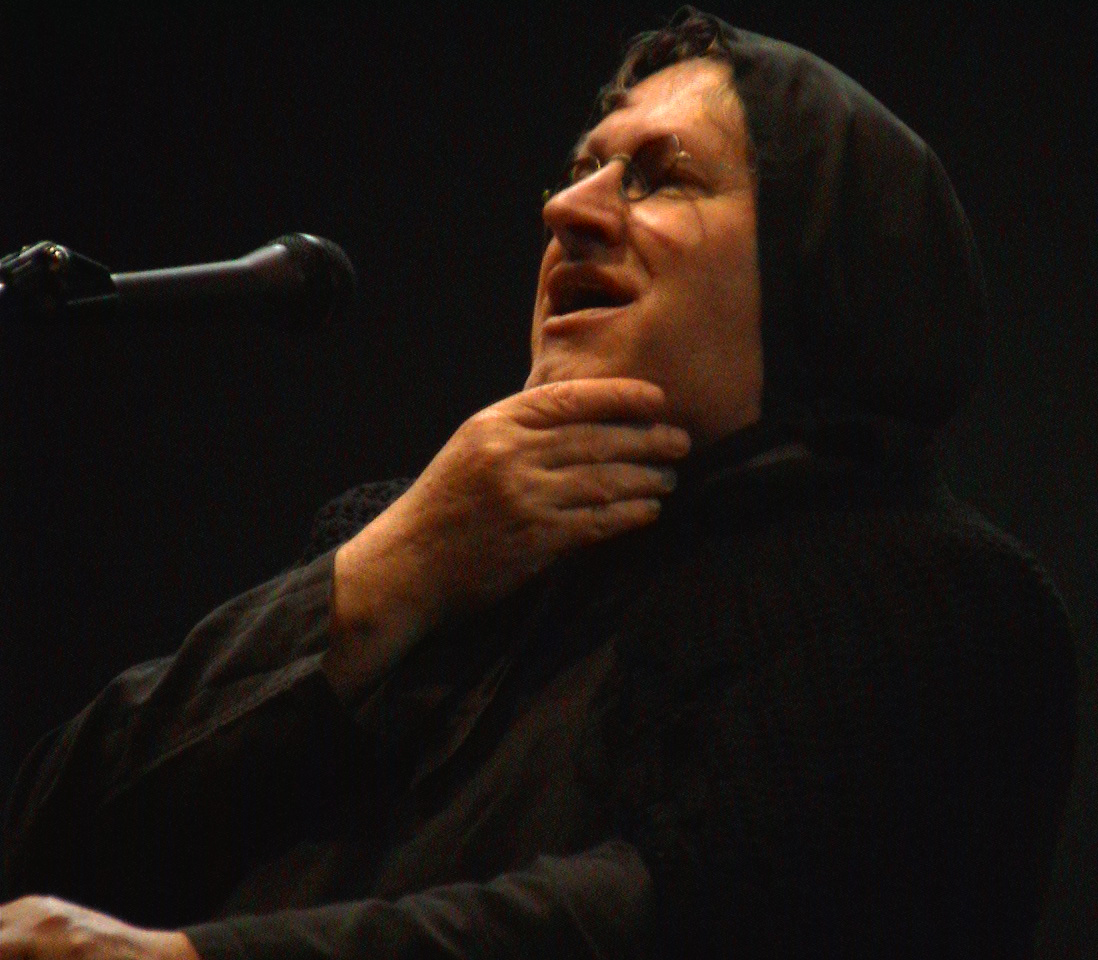
Channig en 2005.
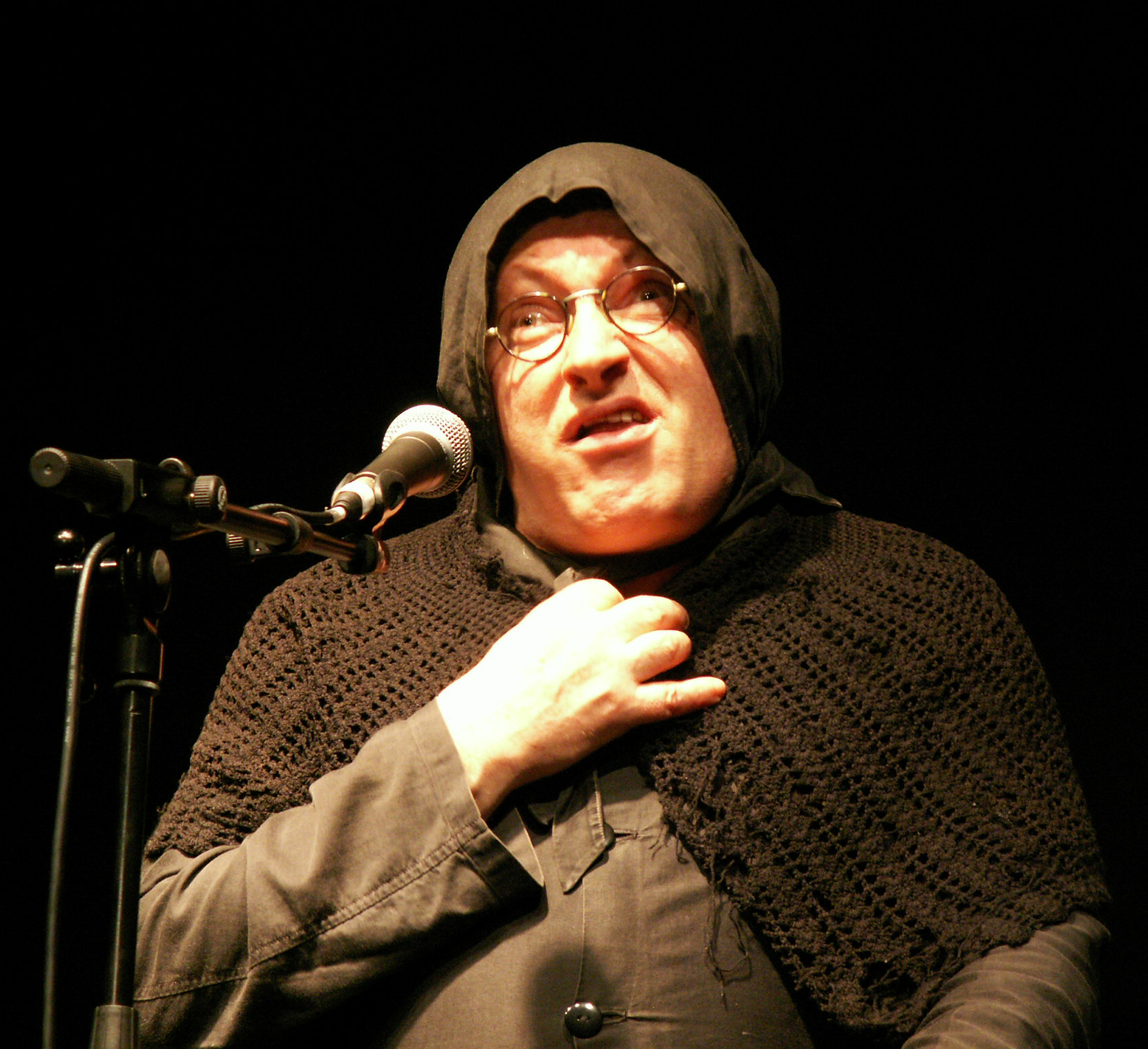
Channig en 2007.
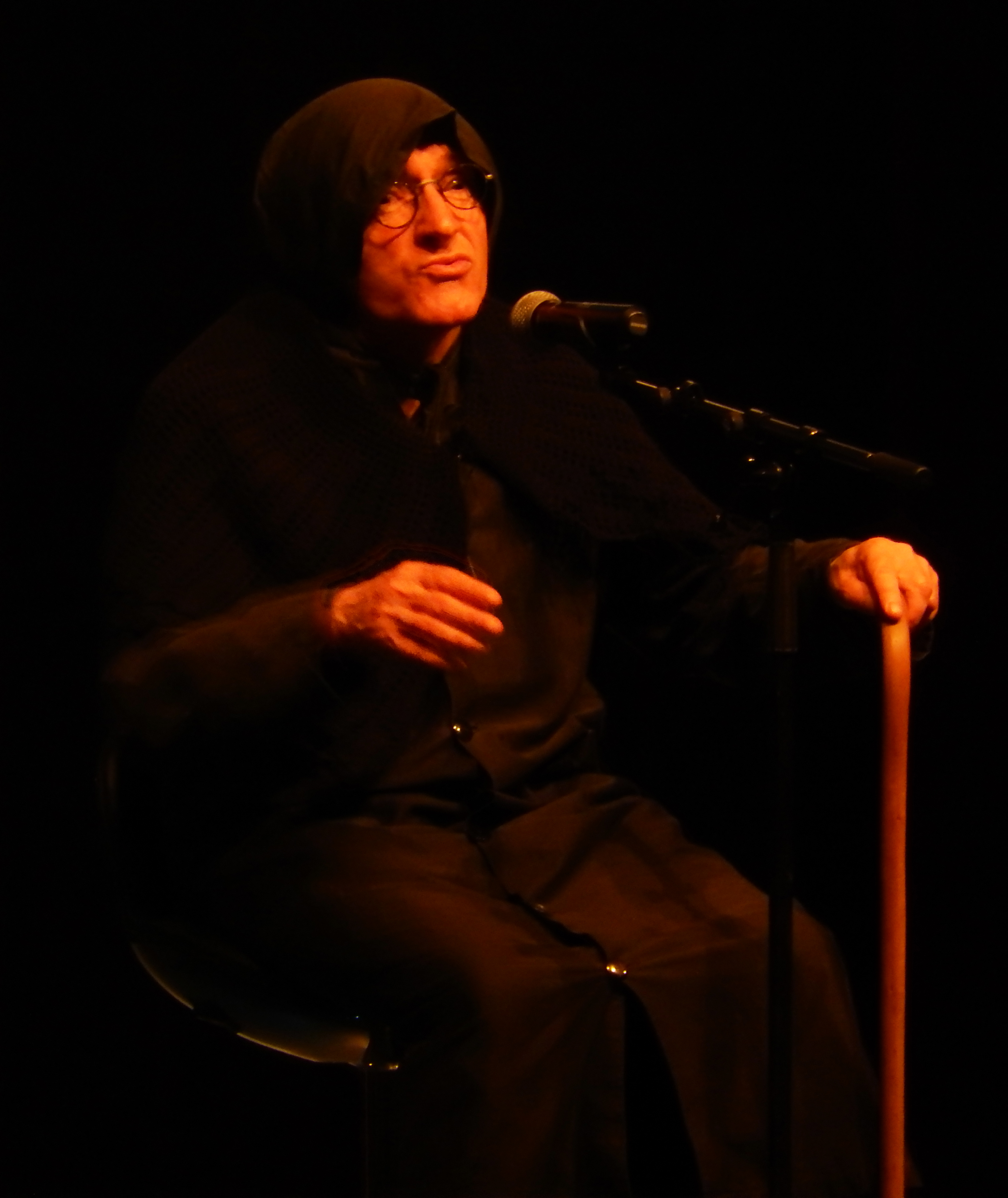
Channig à St Pol de Léon en 2016.
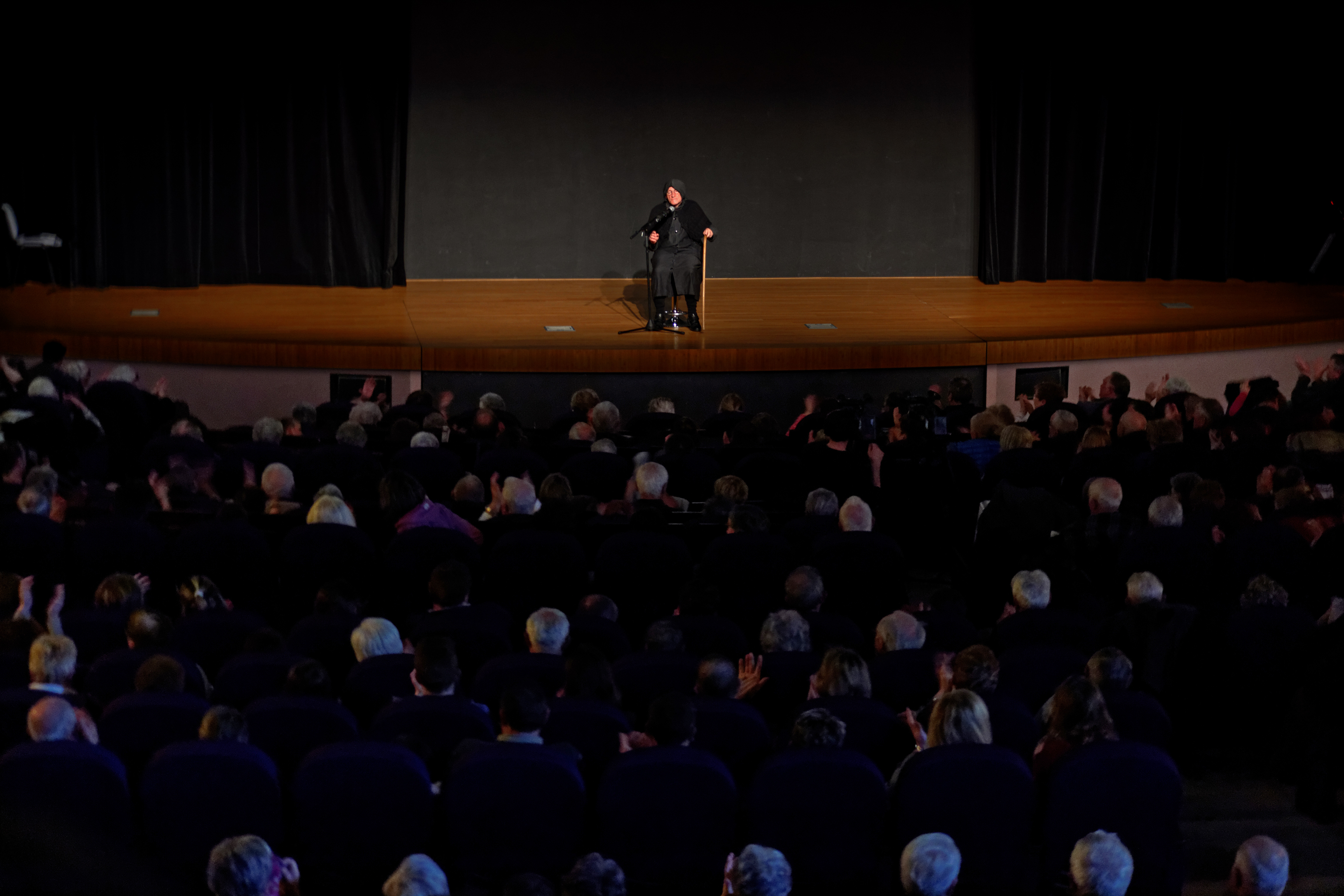
Spectateurs devant Channig à Saint-Pol, filmé par Tébéo en 2016.

## Discographie
- 1982 : Les aventures de Channig - enregistrement public en octobre 1982 au bar Chez Denise à La Forest-Landerneau (Éditions Pluriel)
- 1983 : Channig et Fañch, paysan breton - enregistrement public en août 1983 au Théâtre Municipal de Quimper (Editions Pluriel)
- 1984 : Les nouvelles aventures de Channig et de Fañch, paysan breton - réédition en 1994 en 2 CD (Editions Pluriel)
- 2003 : Le retour de Channig...il ne pense qu'à ça ! - enregistrement au studio Vocations Records à Guipavas (Coop Breizh)
- 2005 : Channig en vadrouille - enregistrement public en octobre 2004 à la salle polyvalente du Drennec (auto-production)
- 2016 : Channig et Fañch bretonnisent - enregistrement de 50 minutes avec un livre écrit par Hervé Lossec (Coop Breizh)[7]

## Vidéographie
- 2016 : Channig est toujours là ! (spectacle filmé et diffusé sur Tébéo et TébéSud)[8]